# Nagytőke
Nagytőke ist eine ungarische Gemeinde im Kreis Szentes im Komitat Csongrád-Csanád.

## Geografische Lage
Nagytőke liegt ungefähr auf halber Strecke zwischen den Städten Kunszentmárton und Szentes. Die ungefähr fünf Kilometer südwestlich liegende Ortschaft Magyartés gehört zur Stadt Szentes.

## Geschichte
Der Name des Ortes geht auf das ungarische Wort töke zurück, das einen Klotz bezeichnet, auf dem Holz gehackt wird. Viele Bewohner waren ehemals als Holzfäller tätig.  Erste schriftliche Erwähnungen des Ortes stammen aus dem Jahr 1488. Der Ort trug im Laufe der Zeit verschiedene Namen, 1553 wurde er Tewke, 1808 Tőke, 1895 Nagy-tőke und ab 1913 Nagytőke genannt. Bei der Volkszählung von 1910 hatte der Ort 298 Einwohner.
1952 wurde Nagytőke eine eigenständige Gemeinde, die in jenem Jahr 1371 Einwohner hatte.

## Infrastruktur
Im Ort gibt es Kindergarten, Schule, Bücherei, Gemeinschaftshaus, Kulturhaus, Bürgermeisteramt, Bahnhof sowie einen Gemischtwarenladen und eine Hausarztpraxis.

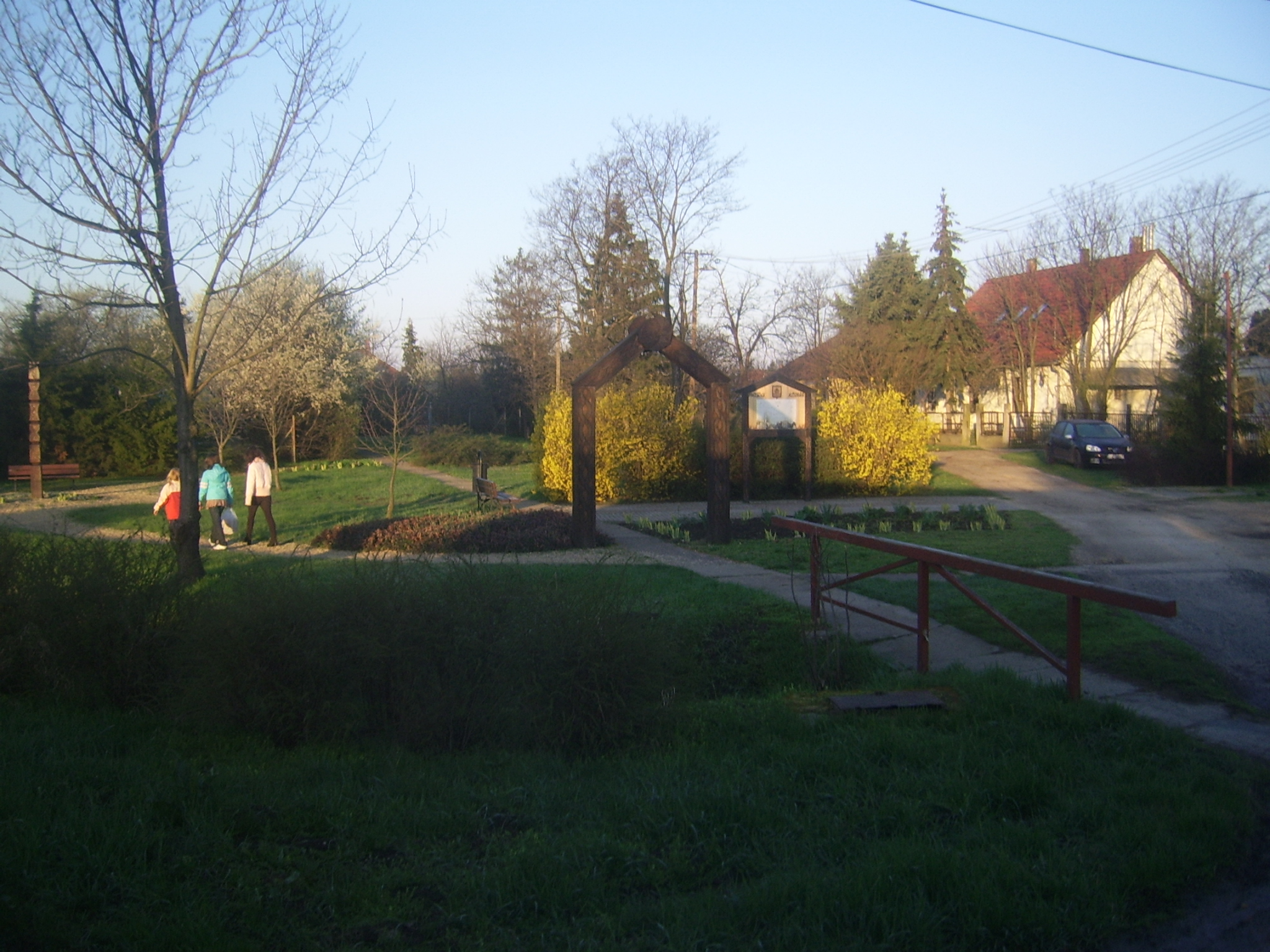
Park an der Jókai utca
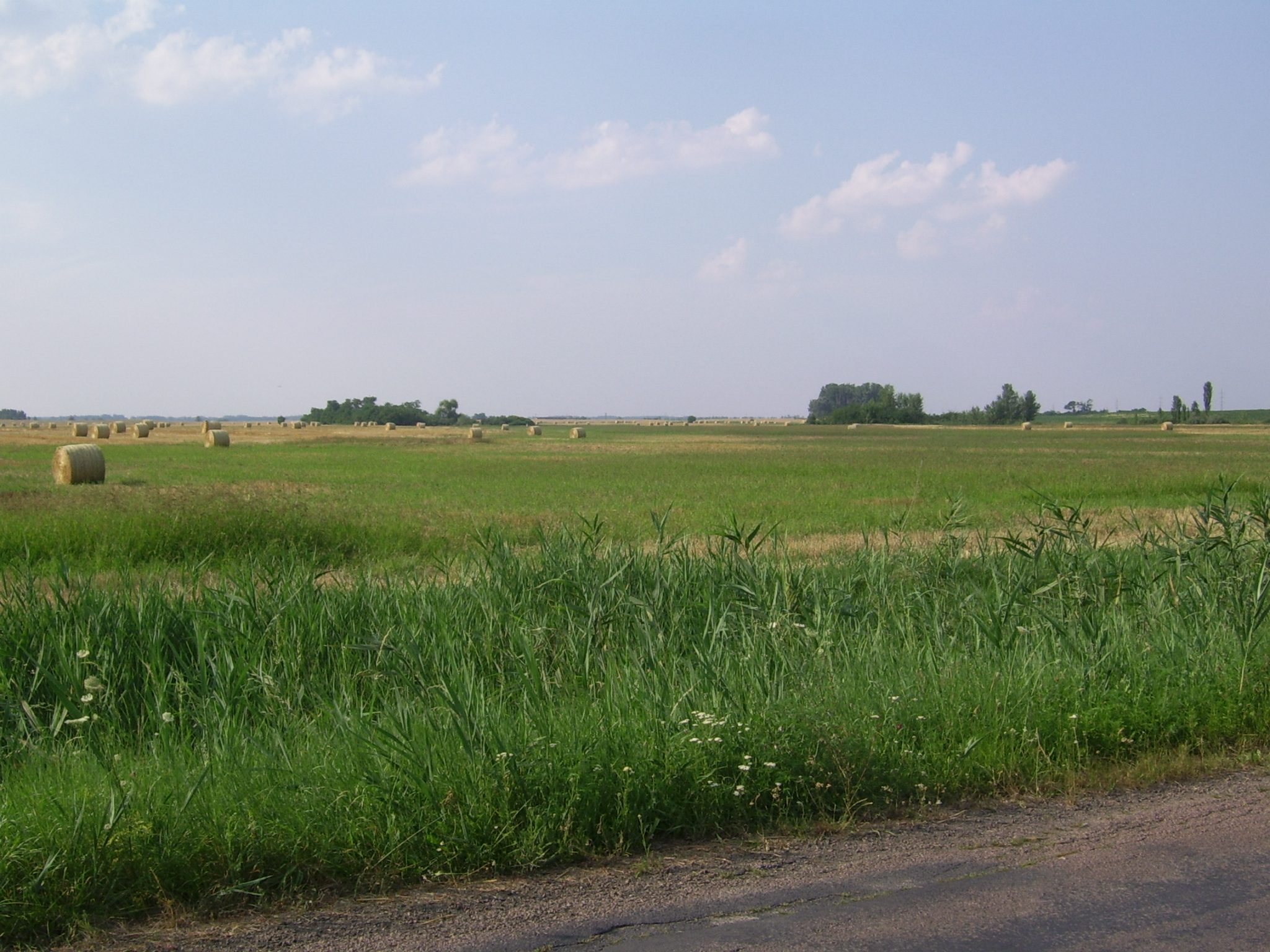
Landschaft bei Nagytőke

## Verkehr
Östlich von Nagytőke verläuft die Hauptstraße Nr. 45. Die Gemeinde ist angebunden an die Eisenbahnstrecke von Szentes nach Tiszatenyő.